# Norwich City Football Club 2023-2024
Questa voce raccoglie le informazioni riguardanti il Norwich City Football Club nelle competizioni ufficiali della stagione 2023-2024.

## Maglie e sponsor
| Casa | Trasferta | Terza divisa |

Sponsor ufficiale: Lotus
Fornitore tecnico: Joma

## Organico

### Rosa 2023-2024
Rosa aggiornata al 3 febbraio 2024.
| N. |                        | Ruolo | Calciatore              |
| -- | ---------------------- | ----- | ----------------------- |
| 3  | Inghilterra (bandiera) | D     | Jack Stacey             |
| 5  | Scozia (bandiera)      | D     | Grant Hanley (capitano) |
| 6  | Inghilterra (bandiera) | D     | Ben Gibson              |
| 7  | Spagna (bandiera)      | C     | Borja Sainz             |
| 8  | Inghilterra (bandiera) | C     | Liam Gibbs              |
| 9  | Stati Uniti (bandiera) | A     | Josh Sargent            |
| 10 | Inghilterra (bandiera) | A     | Ashley Barnes           |
| 11 | Irlanda (bandiera)     | A     | Adam Idah               |
| 12 | Inghilterra (bandiera) | P     | George Long             |
| 14 | Paesi Bassi (bandiera) | A     | Sydney van Hooijdonk    |
| 15 | Inghilterra (bandiera) | D     | Sam McCallum            |
| 16 | Svizzera (bandiera)    | A     | Christian Fassnacht     |
| 17 | Brasile (bandiera)     | C     | Gabriel Sara            |
| 19 | Danimarca (bandiera)   | C     | Jakob Sørensen          |

| N. |                          | Ruolo | Calciatore          |
| -- | ------------------------ | ----- | ------------------- |
| 20 | Polonia (bandiera)       | C     | Przemysław Płacheta |
| 21 | Inghilterra (bandiera)   | D     | Danny Batth         |
| 23 | Scozia (bandiera)        | C     | Kenny McLean        |
| 24 | Irlanda (bandiera)       | D     | Shane Duffy         |
| 25 | Cuba (bandiera)          | C     | Onel Hernández      |
| 26 | Cile (bandiera)          | C     | Marcelino Núñez     |
| 27 | Inghilterra (bandiera)   | A     | Jonathan Rowe       |
| 28 | Scozia (bandiera)        | P     | Angus Gunn          |
| 29 | Inghilterra (bandiera)   | C     | Adam Forshaw        |
| 30 | Grecia (bandiera)        | D     | Dīmītrīs Giannoulīs |
| 31 | Corea del Sud (bandiera) | A     | Hwang Ui-jo         |
| 35 | Inghilterra (bandiera)   | D     | Kellen Fisher       |
| 37 | Galles (bandiera)        | P     | Daniel Barden       |
| 42 | Irlanda (bandiera)       | C     | Tony Springett      |